# Цибулівська Дача
Цибулівська Дача — ботанічний заказник місцевого значення в Україні. Розташований на території Ободівської сільської громади Гайсинського району Вінницької області, у лісовому масиві на північ від села Павлівка. 
Площа 111 га. Оголошений відповідно до Розпорядження Вінницького облвиконкому № 263 від 25.10.1990 року. Перебуває у віданні ДП Бершадський лісгосп (Цибулівське лісомисливське лісництво, кв. 15, 16). 
Територія заказника займає плоский плакор, сильно розчленований мережею балок. Переважають на даній території дубово-ясенево-грабові ліси. В їхньому травостої домінує цінний лікарський субсередземноморський вид — осока парвська, яка в даних угрупуваннях має покриття 40-70%. Є тут добре виражене ядро світлолюбних субсередземноморських неморальних видів, таких як: медунка м'яка, шоломниця висока, молочай мигдалолистий, перлівка одноцвіта, холодок тонколистий та інші. Зростають також неморальні тінелюбні балтійські види, такі як: зеленчук жовтий, копитняк європейський, яглиця звичайна, зірочник лісовий, маренка запашна тощо. 
Також є види, занесені до Червоної книги України: підсніжник білосніжний, коручка чемерникоподібна, гніздівка звичайна. 
Ділянка має науково-пізнавальне, народногосподарське та естетичне значення, відіграє зодорегулюючу, ґрунтозахисну роль і є місцем відновлення а природі рідкісних рослин.

## Галерея

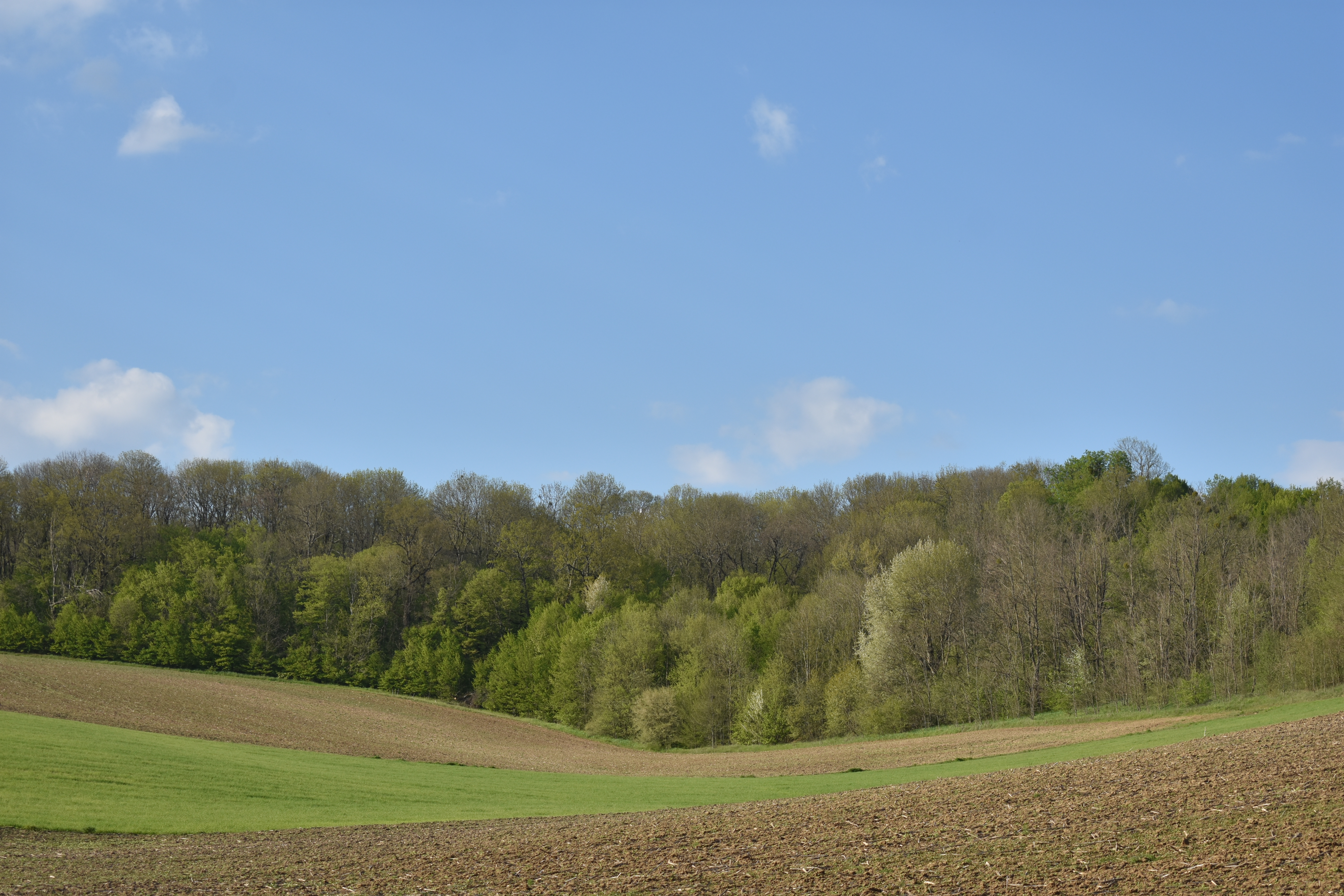
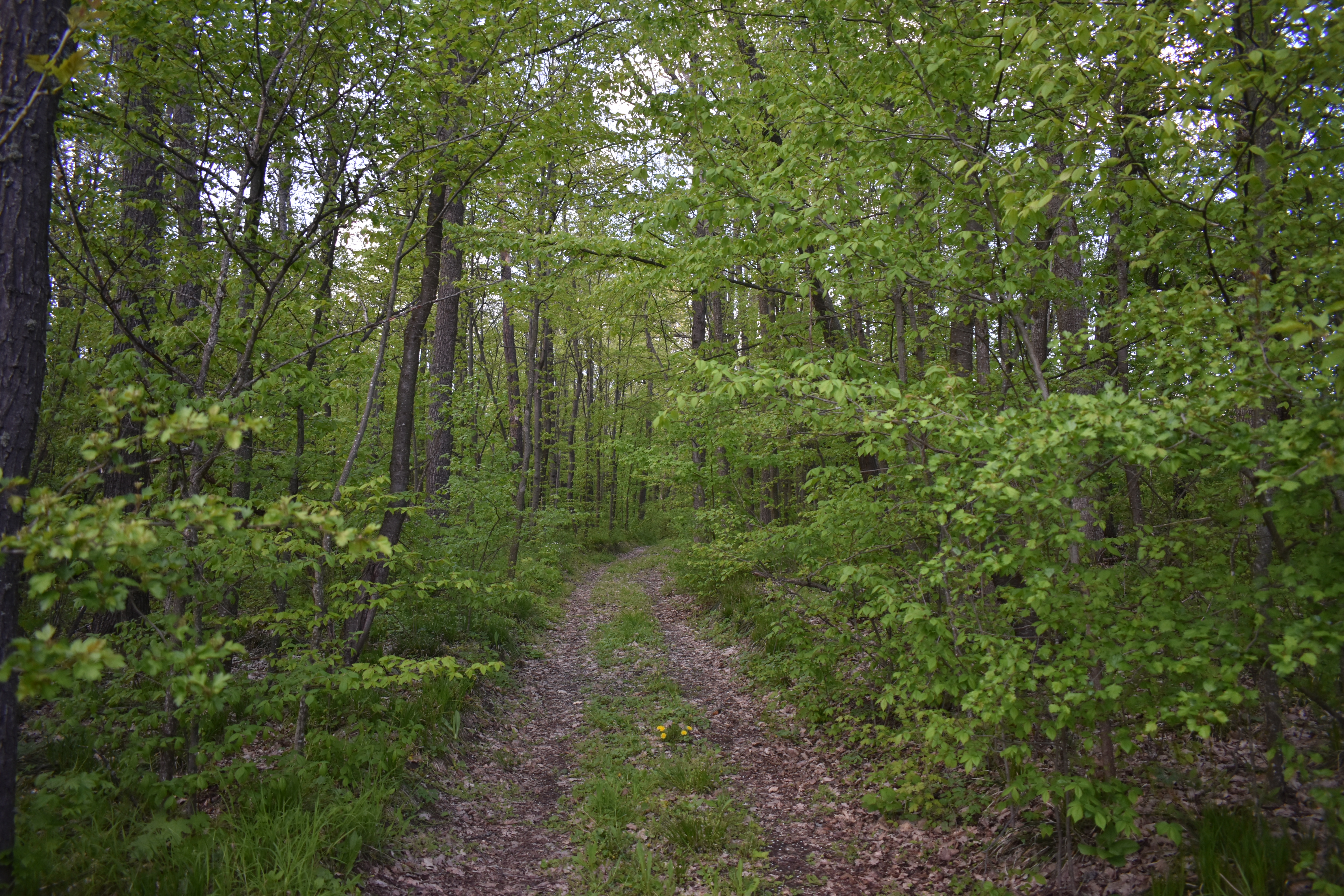
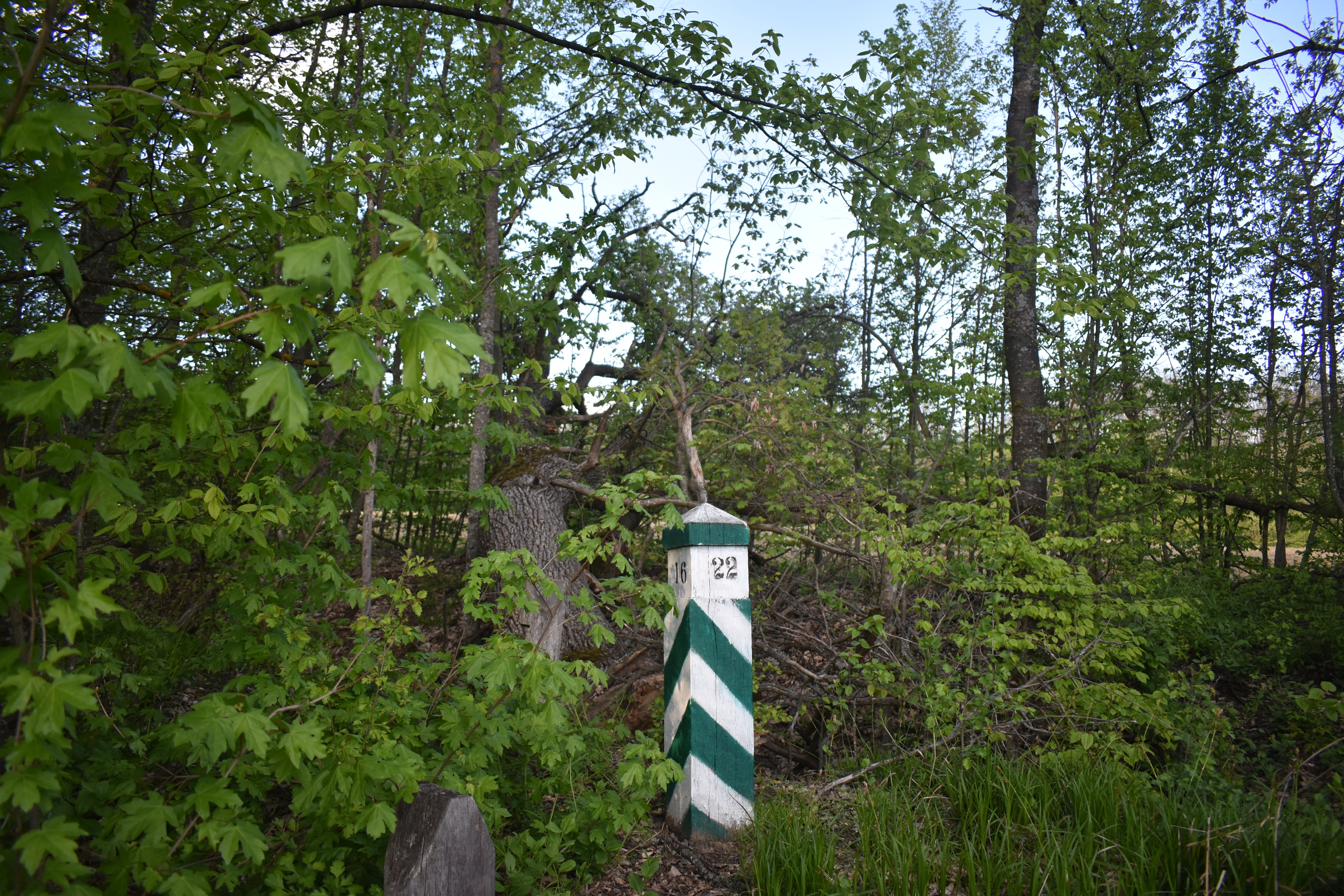
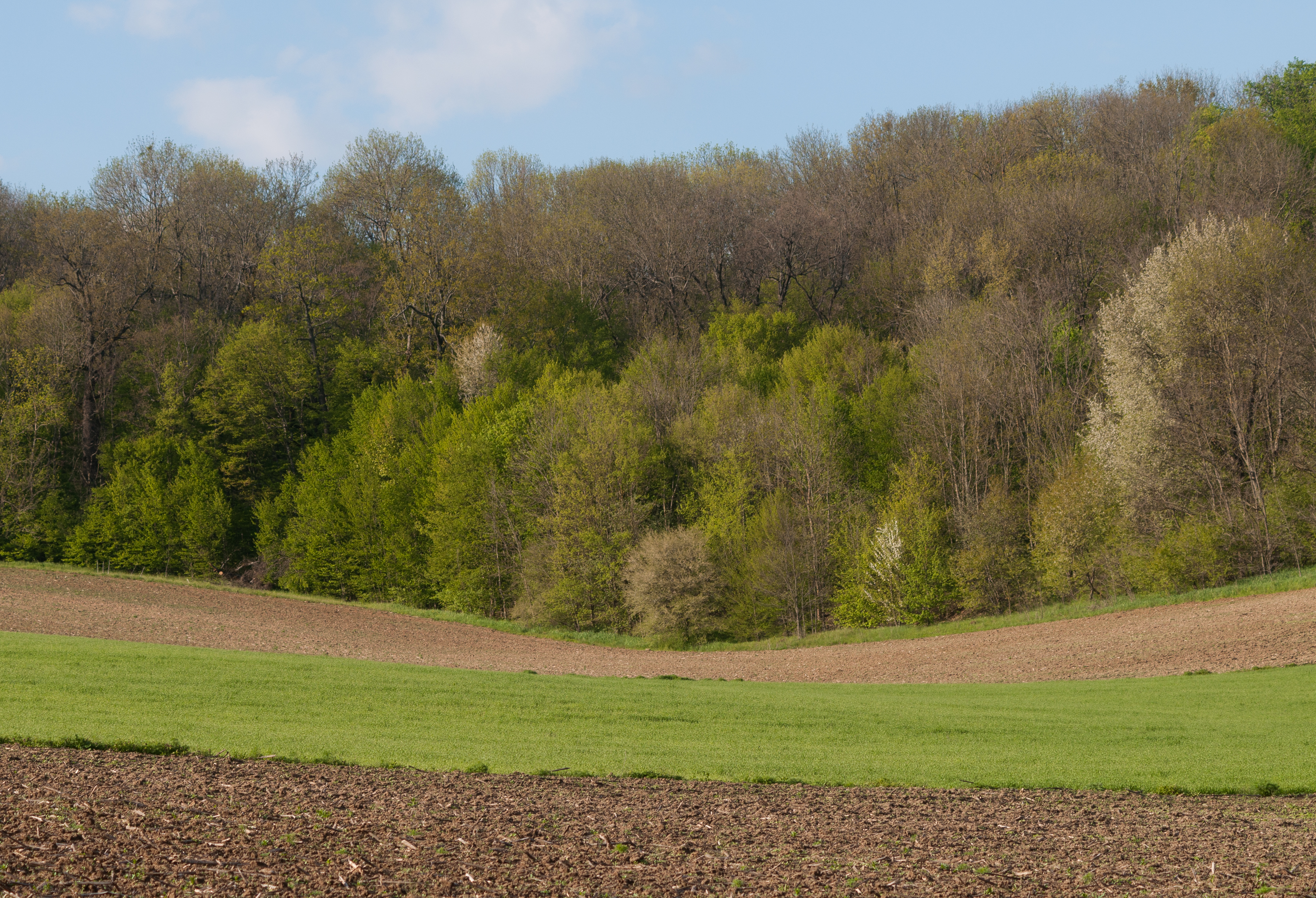

## Характеристика території
За фізико-географічним районуванням України ця територія належить до Крижопільського району області Подільського Побужжя Дністровсько-Дніпровської лісостепової провінції Лісостепової зони. Характерною для цієї області є розчленована глибокими долинами дееова височина з сірими опідзолеяими ґрунтами. З геоморфологічного погляду ця територія язляє собою ерозійно-акумулятивну сильнохвилясту (Балтську) акумулятивно-денудаційну рівнину. Клімат території є помірно континентальним. Для нього характерне тривале, нежарке літо, і порівняно недовга, м'яка зима. Середня температура січня становить -6.5°… -6°С, липня +19°…+18,5°С. Річна кількість опадів становить 550—525 мм. За геоботанічним районуванням України ця територія належить до Європейської широколистяної області, Подільсько-Бессарабської провінції Вінницького (Центральноподільського) округу.